# مليج
مليج إحدى قرى مركز شبين الكوم التابع لمحافظة المنوفية بجمهورية مصر العربية تقع على بعد 5 كيلومترات شمال شرق شبين الكوم في منتصف الطريق بينها وبين مدينة بركة السبع.

## التاريخ
قرية مليج من القرى القديمة، واسمها الأصلي وقت الفتح الإسلامي لمصر ميليج (بالإنجليزية: Melig)‏، وقد وردت باسم مليج في أعمال المنوفية ضمن قرى الروك الصلاحي التي أحصاها ابن مماتي في كتاب قوانين الدواوين، كما وردت باسم مليج في أعمال المنوفية ضمن قرى الروك الناصري التي أحصاها ابن الجيعان في كتاب «التحفة السنية بأسماء البلاد المصرية». وفي العصر العثماني كان اسمها في تربيع سنة 933 هـ/1527م الذي أجراه الوالي العثماني سليمان باشا الخادم في عصر السلطان العثماني سليمان القانوني مليج ضمن قرى ولاية المنوفية، وفي تاريخ 1228هـ/1813م الذي عدّ قرى مصر بعد المسح الذي قام به محمد علي باشا باسم مليج ضمن قرى مديرية المنوفية.

## السكان
بلغ عدد سكان مليج 32,404 نسمة، حسب الإحصاء الرسمي لعام 2006.